# I. Mihály orosz cár

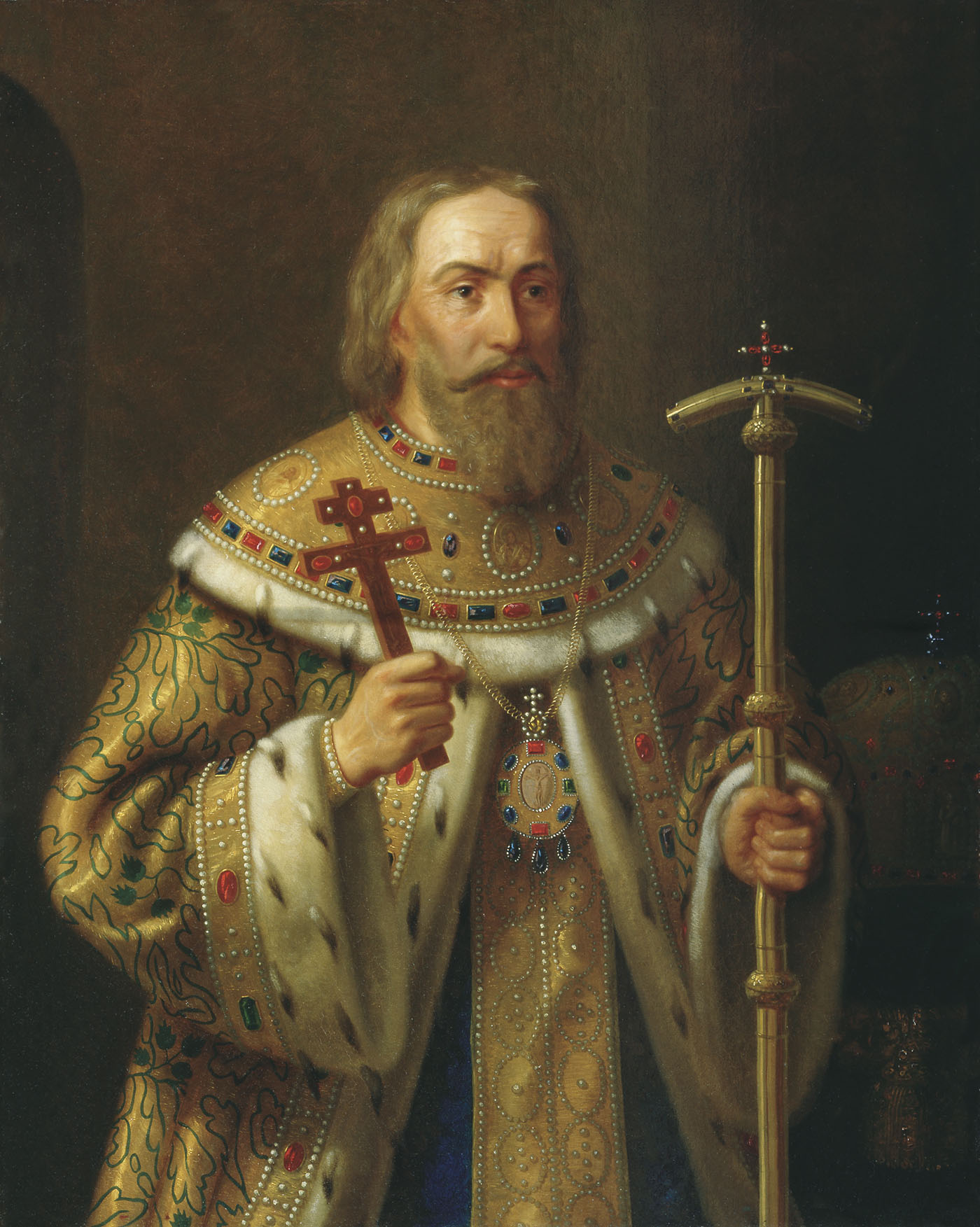
Filaret pátriárka, a cár apja

I. Mihály cár (oroszul: Михаил I, teljes neve Mihail Fjodorovics Romanov Михаил Фёдорович Романов; 1596. július 12. – 1645. július 13.) az első Romanov-házi orosz cár. Az ő uralkodása vetett  véget a zűrzavarok időszakának.
Apja Fjodor Nyikityics Romanov (utóbb Filaret néven pátriárka), anyja Kszenyija Ivanovna Sesztova, egy orosz előkelő lánya (utóbb Márta néven apáca).

## Származása
Mihály a Romanov-házból származott, amely egy ősi orosz bojárcsalád (nemesi család) volt. Bár a Romanovok nem voltak Oroszország első cárjainak, a Rurikidáknak a leszármazottai, Fjodor Nyikityics, Mihály apja, az utolsó törvényes uralkodó, I. Fjodor unokatestvére volt. Ily módon amikor Mihály elődjét, Vaszilijt elűzték a trónról, az egyház Mihályt látta a legalkalmasabbnak a cár szerepére (ebben persze nem kis szerepe volt Fjodor Nyikityicsnek és elődjének, Hermogen pátriarkának).

## Uralkodása
A nemzetgyűlés 1613. február 21-én egyhangúlag Mihályt választotta cárnak, de a küldöttek csak március 24-én találták meg az ifjút, aki anyjával együtt a Kosztroma melletti Ipatyjev-kolostorban tartózkodott. Az anya először ellenkezett, mondván, hogy fia túl fiatal és gyenge egy ilyen hivatalhoz ilyen nehéz időkben, de Mihály az utolsó percben elfogadta a trónt, miután a bojárok ünnepélyesen kijelentették, hogy visszautasításával felelős lesz Isten előtt Oroszország tönkremeneteléért. Ebben az időben a főváros olyan leromlott állapotban volt, hogy Mihálynak hetekig kellett várnia a Troice–Szergij-kolostorban, hogy méltó szállást biztosítsanak neki Moszkvában. Így a koronázására csak július 22-én került sor. Mihály gyenge ember volt, így ténylegesen apja kezében volt a hatalom, akinek óriási befolyása volt fia fölött. Uralkodásának kezdetén egy kozák vezető fellázadt a cár ellen, bár a kozákok többségében Mihály mellett álltak. 1614-ben a lázadás Zaruckij nevű vezetőjét karóba húzták, a lázadást pedig leverték.

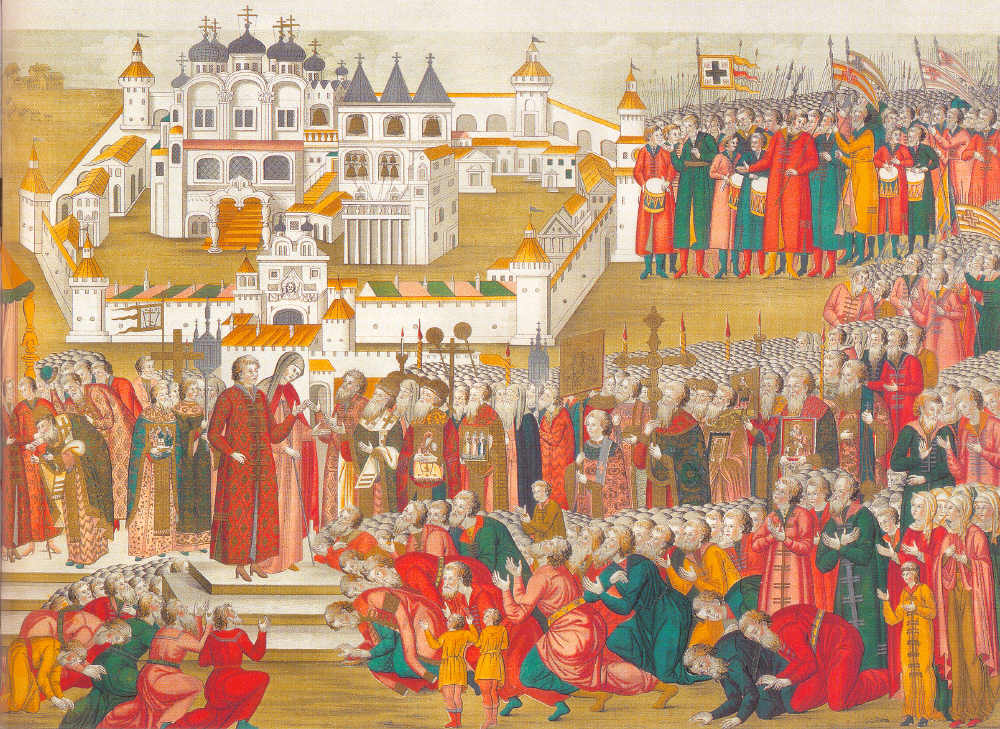
Mihály, amikor elfogadja a trónt Kosztromában

Kezdetben politikája főleg Lengyelország ellen irányult, amely trónra lépése idején Moszkvát ostromolta. III. Zsigmond lengyel király nem akarta Mihályt uralkodónak elismerni, mivel saját fiát, Ulászlót szánta az orosz trónra. Az oroszok úgy tekintették, hogy ezzel a követeléssel Zsigmond megszegte az 1610-ben megkötött tusinói békét és Szmolenszk visszaadását kérték. A konfliktusnak először az 1618-ban megkötött gyeulinói béke vetett véget, amely tizennégy és fél évre garantálta a békét, de Szmolenszk továbbra is lengyel kézen maradt, és a lengyelek sem mondtak le véglegesen a trónigényükről.

### Filaret hatalma
1619 júniusában Fjodor Nyikityics, aki a lengyelek foglya volt, visszatérhetett Oroszországba. Pártiárkává szentelték, valamint megkapta a „nagyfejedelem” címet, ami majdnem az uralkodóéval egyező jogokhoz és hatalomhoz juttatta az immár Filaret néven szereplő Fjodor Nyikityicset.
Bár látszólagosan Mihály és apja megosztották a hatalmat, valójában Filaret intézte az ország ügyeit egészen haláláig. A pátriárka ritkábban hívta össze az országos gyűlést, megfosztotta néhány kiváltságától a bojár dumát, és leginkább egy titkos tanácsra hallgatott, amit négy bojár alkotott. Filaret rendkívül bőkezűnek bizonyult az egyházzal, és ragaszkodott az ortodox hagyományok betartásához.

### Pénzügyek és kormányzat

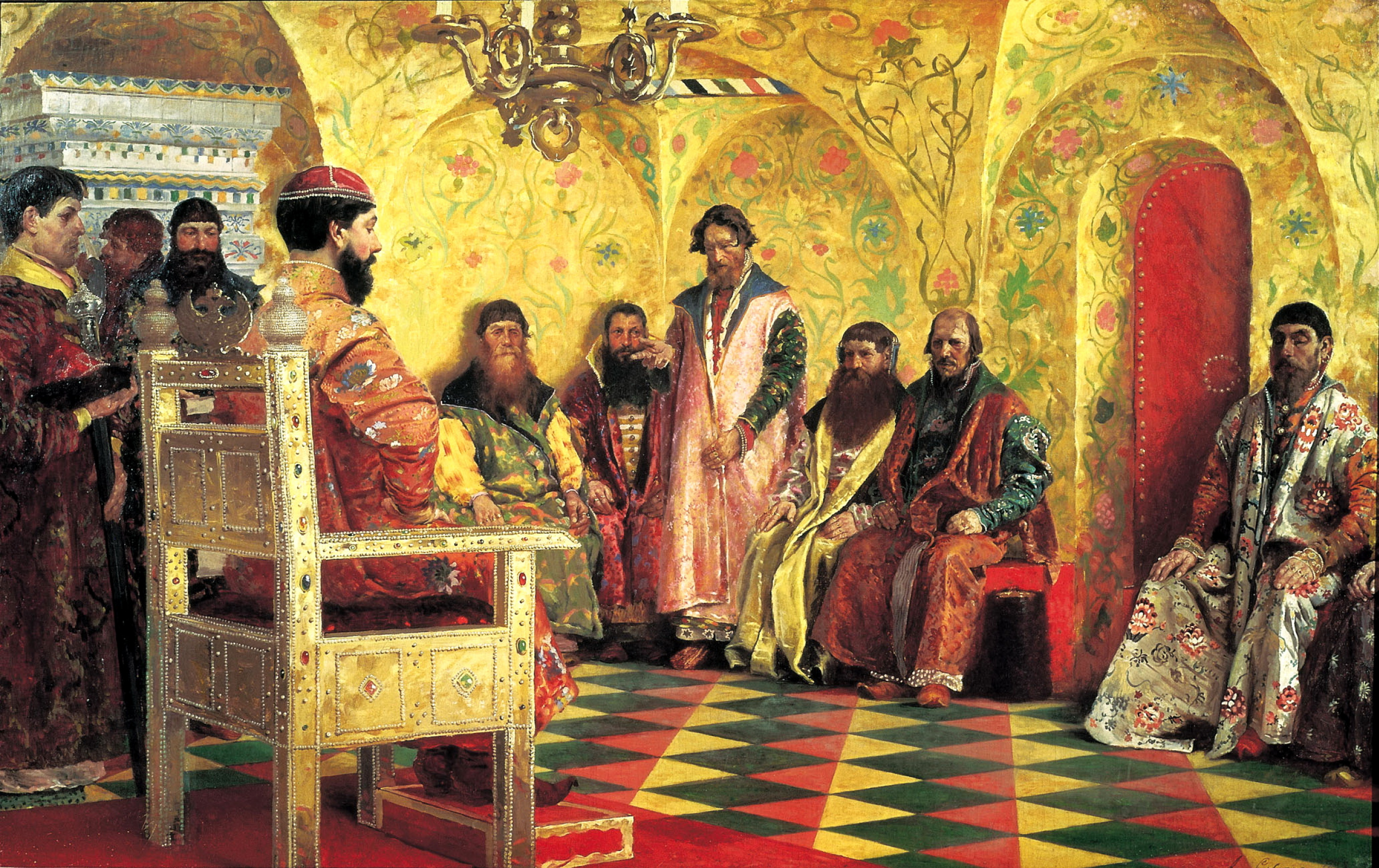
A cár a bojár dumával

A cár uralkodásának első hat évében tizennégy kormányszéket hozott létre. Ezeknek elsődleges feladata az elpusztult városok újjáépítése és a rend fenntartása volt. A rendszer célja a központi kormányzás bevezetése lett volna, azonban ez Oroszország méretei miatt nem valósulhatott meg. A kormányszékek így idővel elvesztették jelentőségüket, és a legtöbbjük pár éven belül meg is szűnt. A cár egyre inkább a katonai kormányzókra támaszkodott, mivel nekik jogukban állt egyszersmind bírói, pénzügyi és közigazgatási feladatokat is ellátni.
Mihály trónra lépésekor az államnak jóformán nem volt semmi pénze, így kölcsönt kellett kérni a gazdag Sztroganov családtól. A kölcsönből fedezték a hadsereg élelemellátását és zsoldját. 1619-ben belekezdtek egy népszámlálásba, melynek célja az volt, hogy megmutassa, az ország mennyi adóra számíthat. A munkát azonban akadályozta, hogy a parasztok délre szökdöstek, így próbálva megművelhetőbb földhöz jutni.
Hogy a gazdaság talpra álljon, a fellendülőben lévő külkereskedelem adómentességet kapott, és a kormány kereskedelmi társaságok külföldi útjait tette lehetővé különböző kedvezményekkel. Új cégek születtek, melyek közül az egyik legjelentősebb a németalföldi Andries Winius fémbányája. Filaret közben nagy hévvel harcolt a nyugati szokások felvétele ellen. 1634-ben, alig egy évvel a pátriárka halála után például betiltották a dohány értékesítését.
Mivel mind a cár, mind Filaret tisztában volt a gyelunói fegyverszünet korlátozott ideig tartó érvényességével, hozzáfogtak a hadsereg megerősítéséhez. Új ezredeket állítottak fel, külföldi zsoldosokat alkalmazva. A hadsereg fenntartása azonban nagyon sokba került, így a lengyelekkel való végleges békekötés után leszerelték őket.

### Külpolitika
Mivel a harmincéves háború miatt a Habsburgok nem tudták segíteni Lengyelországot, az oroszok elérkezettnek látták az időt ahhoz, hogy visszaszerezzék a lengyelektől Szmolenszket. Megpróbálták rávenni II. Gusztáv Adolf svéd királyt, hogy lépjen velük szövetségre Lengyelország ellen, viszonzásul pedig a lengyel koronát kapta volna meg. Amikor 1632-ben III. Zsigmond lengyel király halála miatt a lengyeleket a trónviszályok foglalták le, az oroszok tudták, hogy itt az alkalom. Nyáron a cári seregek Mihail Boriszovics Sein vezetésével megindultak Szmolenszk felé. II. Gusztáv Adolf azonban hamarosan életét vesztette egy csata során, utóda, Krisztina pedig nem kívánta betartani az egyezményt. 1632 telén Sein megostromolta Szmolenszket, de a várost nem tudta elfoglalni.
Lengyelország új királya, IV. Ulászló megkezdte az oroszok elleni védekezést, a krími tatárok pedig feldúlták az ország egy részét. A háborúk kimerítették Oroszország erőforrásait, így 1634-ben az oroszok kénytelenek voltak békét kötni Lengyelországgal. A békeszerződés aláírásának előestéjén egy titkos cikkelyt írtak alá, amelyben Moszkva kötelezte magát 20 000 rubel kifizetésére Szerpejszk városáért, valójában azonban ez volt az ára annak, hogy (a nemzetgyűlés által Mihály előtt cárrá választott) Ulászló lemondjon címéről.
Bethlen Gábor, aki ez időben a Habsburgokkal hadakozott Magyarországon, felvette a kapcsolatokat Mihály cárral. Ebben azt terjesztette elő, hogy Moszkva kössön szövetséget az Oszmán Birodalommal, s a törökök, az oroszok és az erdélyiek, a két román fejedelemmel támadják meg Lengyelországot. Ennek a gondolata már Báthory Gábornál is felvetődött, akkor Vaszilij Sujszkijt próbálta erre rávenni, de az a zűrzavarok időszaka miatt nem tudott ilyesmire lépni. Mihály bár foglalkozott ennek gondolatával, de mégsem lépett erre az útra. Moszkvának Rettegett Iván idején jó viszonya volt a németekkel, akik szembenálltak a lengyel királlyal. A 17. század elejére a német–lengyel viszony gyökeresen megváltozott, bár Moszkva és a Német-római Birodalom kapcsolata sem romlott meg. A tizenöt éves háborúban Oroszország egy-egy tatárellenes akcióval segítette a Habsburgok törökellenes harcát, Iván idejében ráadásul nyílt háború robbant ki II. Szelim szultánnal. Azonkívül a török iga alatt sínylődő balkáni népek, akiknek java része ortodox vallású volt, egyúttal a hűbéres Moldva és Havasalföld a moszkvai uralkodótól várta a töröktől való megszabadítást, főleg azután, hogy az ortodox egyház központja Konstantinápolyból Moszkvába került át.
A cár ezután a tatárok felé fordult. A déli határok sebezhetőnek bizonyultak, ezért 1635-ben elkezdték kiépíteni a későbbi belgorodi védvonalat. Ez valójában egy erődítményekkel ellátott településláncolat volt, amely Mihály uralkodásának végére a Vorszkla folyótól (a Dnyeper mellékfolyója) Tambovig terjedt.
A déli határ mellett élő kozákok 1637-ben megostromolták Azovot, kihasználva Törökország és Perzsia háborúját. 1641-ben a törökök sikertelenül ostromolták a várost, de tudni lehetett, hogy egy esetleges újabb ostrom esetén Azov elesne. A kozákok így átengedték a várost a cárnak, aki azonban végül, hosszas megfontolás után, pénzügyi okokból 1642-ben átengedte a várost a törököknek.

## Magánélete

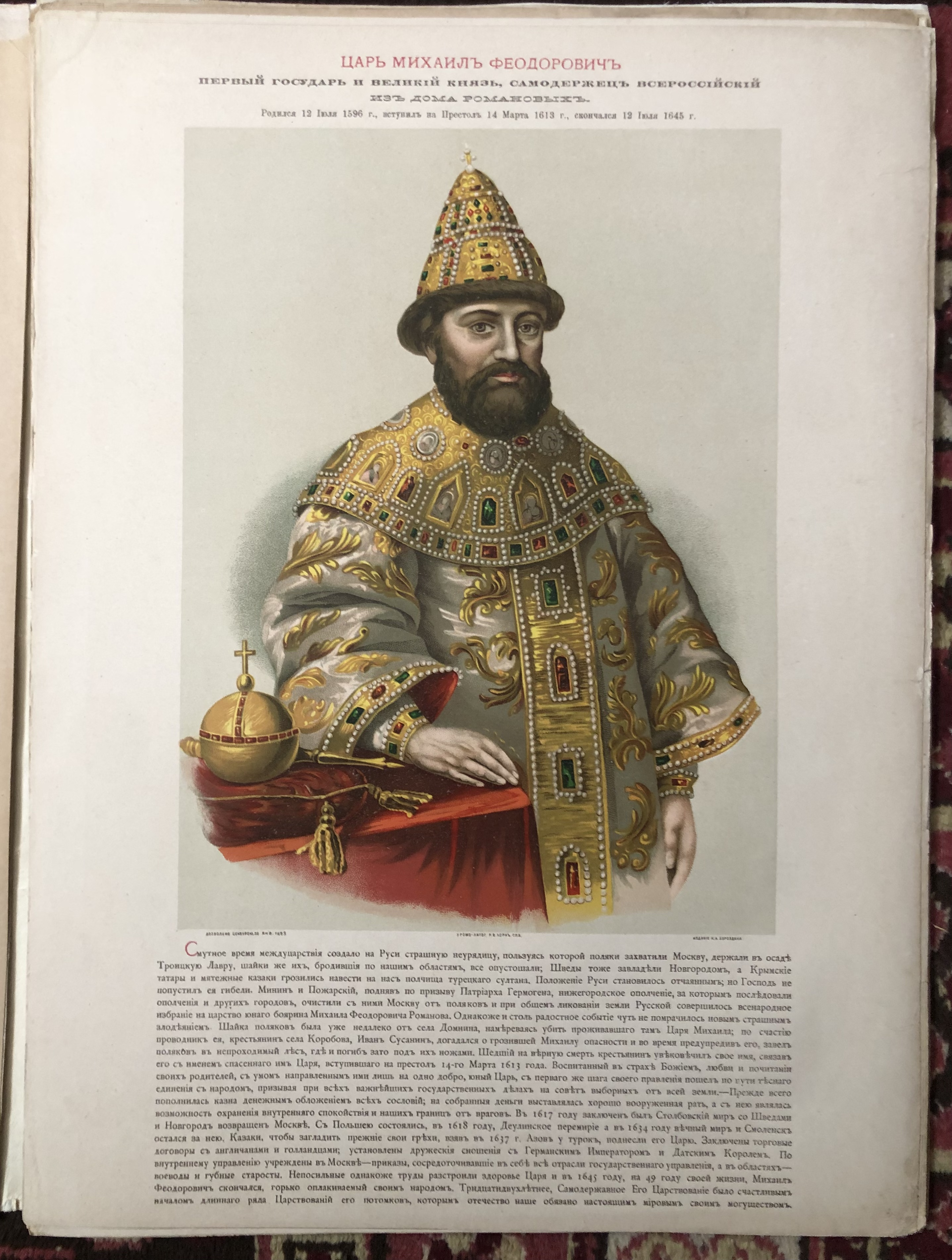
Mihály cár

Mihály cár kegyes uralkodó volt, aki visszafogottan viselkedett és tanácsadóira bízta magát. Nem volt despotikus hajlamú és próbálta összebékíteni a különböző udvari érdekcsoportokat.
Kétszer nősült: először Marija Vlagyimirovna Dolgorukova hercegnőt vette el 1624-ben, aki a Rurikok leszármazottja volt. Mihály így próbálta meg magát bebiztosítani a trónon, azonban Marija Vlagyimirovna négy hónappal az esküvő után meghalt. 1626-ban a cár újból megházasodott, ezúttal Jevdokija Lukjanovna Sztresnyevát vezette oltár elé. Tőle tíz gyermeke született:
- Irina (1627. április 22. – 1679. február 8.)
- Pelageja (1628. április 20. – 1629. január 25.)
- I. Alekszej (1629. március 19. – 1676. január 29.), orosz cár
- Ánya (1630. július 14. – 1692. október 27.)
- Marfa (1631. augusztus 14. – 1633. szeptember 21.)
- Ivan (1633. június 1. – 1639. január 10.)
- Szofja (1634. szeptember 14. – 1636. április 23.)
- Tatyjana (1636. január 5. – 1706. augusztus 23.)
- Jevdokija (1637. február 10-én született és halt meg)
- Vaszilij (1639. március 25-én született és halt meg).

A cár fiatalabb fiai, Ivan és Vaszilij gyerekkorukban meghaltak. Az uralkodó egyetlen életben maradt fiát, Alekszejt nevezte meg örökösének, miután 1645 nyarán megbetegedett, és sejteni lehetett, hogy már nem él sokáig. A cár 1645. július 13-án, kora hajnalban hunyt el.

## Fordítás
- Ez a szócikk részben vagy egészben  a   Michael I. (Russland) című német Wikipédia-szócikk ezen változatának fordításán alapul.  Az eredeti cikk szerkesztőit annak laptörténete sorolja fel. Ez a jelzés csupán a megfogalmazás eredetét és a szerzői jogokat jelzi, nem szolgál a cikkben szereplő információk forrásmegjelöléseként.
- Ez a szócikk részben vagy egészben  a   Michael of Russia című angol Wikipédia-szócikk ezen változatának fordításán alapul.  Az eredeti cikk szerkesztőit annak laptörténete sorolja fel. Ez a jelzés csupán a megfogalmazás eredetét és a szerzői jogokat jelzi, nem szolgál a cikkben szereplő információk forrásmegjelöléseként.

## Külső hivatkozások
- Susarin V.P.: Az erdélyi fejedelemség és Oroszország kapcsolatai Archiválva 2007. szeptember 29-i dátummal a Wayback Machine-ben
- Alexander Palace orosz történelmi honlap (angolul)